# Lee Hoffman
Lee Hoffman (eigentlich Shirley Bell Hoffman; * 14. August 1932 in Chicago, Illinois; † 6. Februar 2007 in Port Charlotte, Florida) war eine amerikanische Autorin von Science-Fiction- und Westernromanen. Unter ihrem Pseudonym Georgia York schrieb sie von 1979 bis 1983 historisch-romantische Romane.

## Leben
Lee Hoffman wurde 1932 in Chicago (Illinois) geboren. Schon bald zogen die Eltern nach Lake Worth, Florida. Auf dem College, welches sie 1951 abschloss, machte sie ihre ersten Theatererfahrungen und plante, den Rest ihres Lebens am Theater zu spielen. Angefangen zu schreiben hat sie bereits während ihrer Zeit auf dem College, sie schrieb einige Science-Fiction-Romane für kleine Magazine, während sie im Radiogeschäft ihres Bruders arbeitete.

## Karriere
Von 1950 bis 1953 veröffentlichte sie das hochgelobte Science-Fiction-Fanzine Quandry, im Jahr 1955 entschied sie sich zur World Science-Fiction Convention in Cleveland zu gehen, wo sie Larry T. Shaw, Herausgeber des Science-Fiction-Magazins Infinity, traf. Sie heirateten ein Jahr später in New York, obwohl sie das letzte Jahr fast nur im Briefkontakt gestanden hatten. Nach zwei Jahren Ehe zerbrach die Beziehung und sie ließen sich scheiden, Hoffman blieb in New York City wohnen. Seitdem sie in New York lebte, war Lee Hoffman eine Liebhaberin der Folkmusik und obwohl sie selbst nicht musikalisch war, brachte sie in den 1950ern Folkmagazine heraus. Ihre Magazine waren mit der Zeit sehr gefragt, letztlich auch, weil zu der Zeit die Szene in New York boomte und diese Inhalte gefragt waren. Sie hatte Probleme damit, dass manche Menschen ihre Geschichten nur kauften, weil sie eine Frau war. Sie wollte nicht anders behandelt werden als ein männlicher Autor und nannte sich, nach einem Vorschlag ihrer Mutter, Lee Hoffman. Mitte der 1960er Jahre fing sie an, Westernromane zu schreiben. Anfangs war sie sich nicht sicher, ob sie tatsächlich Westernromane schreiben könne, wurde aber von zwei Freunden, Terry Carr und Ted White, dazu überredet, die selbst Autoren und Herausgeber von Büchern waren. Zwischen 1966 und 1977 schrieb sie siebzehn Western-Romane. Sie schrieb auch vier Science-Fiction-Romane, außerdem wurde 1973 ihr Roman The Valdez Horses als Wilde Pferde mit Charles Bronson in der Hauptrolle verfilmt. Von 1979 bis 1983 schrieb sie unter ihrem Pseudonym Georgia York Bücher.

## Letzte Jahre
In ihren letzten Lebensjahren konnte Hoffman nicht mehr schreiben. Sie gab die Verantwortung für ihre Fanzines an ihre Mitarbeiter ab, da sie blind wurde. Am 6. Februar 2007 starb sie an einem schweren Herzanfall.

## Bibliografie

### Western
- The Legend of Blackjack Sam (1966)
- Gunfight at Laramie (1966) – dt. Schüsse am Schienenstrang
- Bred to Kill (1967) – dt. Ein Stern für den Outlaw
- The Valdez Horses (1967) – dt. Wilde Pferde – 1973 verfilmt mit Charles Bronson
- Dead Man’s Gold (1968)
- The Yarborough Brand (1968)
- Return to Broken Crossing (1969) – dt. Stunde der Schiesser
- Wild Riders (1969) – dt. Der letzte Rebell
- West of Cheyenne (1969) – dt. Der Einzelgänger
- Loco (1969) – dt. Loco, der Bluffer
- Wiley’s Move (1973) – dt. Die Wileys kommen
- The Truth about the Cannonball Kid (1975)
- Trouble Valley (1976) – dt. Zwei Männer aus Texas
- Nothing but a Drifter (1976) – dt. Der Mann vom Pecos
- Fox (1976) – dt. Der Trickser
- Sheriff of Jack Hollow (1977) – dt. Schmutziger Stern
- The Land Killer (1978) – dt. Totes Land

### Historische Romane
unter dem Pseudonym Georgia York
- Savage Key (1979)
- Savannah Grey (1981)
- Savage Conquest (1983)

### Science-Fiction-Romane
- Telepower (1967)
- The Caves of Karst (1969)
- Always the Black Knight (1970)
- Change Song (1972)
- Soundless Evening (1972)
- The Third Nation (1993)